# Кривбас (село)
Кривба́с — село в Україні, у Лозуватській сільській громаді Криворізького району Дніпропетровської області. Населення — 665 осіб. До 2020 року орган місцевого самоврядування — Гейківська сільська рада.

## Географія
Село Кривбас примикає до сіл Гейківка та Ранній Ранок, на відстані 1 км знаходиться сусіднє село Новий Кременчук. Через село пролягає залізниця, станція Гейківка.

## Історія
12 червня 2020 року, відповідно до розпорядження Кабінету Міністрів України № 709-р «Про визначення адміністративних центрів та затвердження територій територіальних громад Дніпропетровської області», Гейківська сільська рада об'єднана з Лозуватською сільською громадою.
Топоніми
19 травня 2016 року, відповідно з розпорядження голови Дніпропетровської обласної державної адміністрації № Р-223/0/3-1, перейменовані об'єкти топоніміки села Кривбас.
| Попередня назва         | Сучасна назва      |
| ----------------------- | ------------------ |
| вулиця Жовтнева         | вулиця Вишнева     |
| провулок Першотравневий | провулок Травневий |

## Населення

### Мова
Розподіл населення за рідною мовою за даними перепису 2001 року:
| Мова            | Відсоток |
| --------------- | -------- |
| українська      | 88,1 %   |
| російська       | 11,7 %   |
| інші/не вказали | 0,2 %    |

## Постаті
- Черкун Максим Миколайович (1997—2018) — сержант Збройних сил України, учасник російсько-української війни